# Konstantinos Passaris
Konstantinos (Kostas) Passaris este un cetățean grec, condamnat la închisoare în România.
Supranumit „Fiara din Balcani”, Konstantinos Passaris a fost condamnat în 2003 la închisoare pe viață, în urma unui dublu asasinat și a unui jaf armat comis în noiembrie 2001 la o casă de schimb din București.
Anterior, el fusese condamnat și în Grecia pentru 18 fapte penale, dintre care cinci omoruri.
Complicele acestuia, Paul Popa, care l-ar fi ajutat să evadeze dintr-o închisoare din Grecia și considerat "mâna dreaptă" a grecului Konstantinos Passaris, a fost condamnat definitiv, în 12 aprilie 2011, la opt ani de închisoare pentru că a împușcat un bărbat din Deva și a fost eliberat condiționat la 24 octombrie 2012.